# Маестранса
Арената за бикове на Реал Маестранса де Кабайерия де Севия (на испански: Plaza de Toros de la Real Maestranza de Caballería de Sevilla), наричана и само Маестранса (на испански: La Maestranza) е арена за борба с бикове в град Севиля, Испания.
Тя е най-старата действаща арена в страната, като строителството на сегашното съоръжение започва през 1749 г.